# Xã Center, Quận Rush, Indiana
Xã Center (tiếng Anh: Center Township) là một xã thuộc quận Rush, tiểu bang Indiana, Hoa Kỳ. Năm 2010, dân số của xã này là 780 người.